# Broșteni (gmina Drăgușeni)
Broșteni – wieś w Rumunii, w okręgu Suczawa, w gminie Drăgușeni. W 2011 roku liczyła 382 mieszkańców.